# John Garamendi
John Raymond Garamendi (ur. 24 stycznia 1945 w Camp Blanding) – amerykański polityk, członek Partii Demokratycznej.

## Działalność polityczna
Od 1976 do 1990 zasiadał w stanowym Senacie Kalifornii. W okresie od 3 listopada 2009 do 3 stycznia 2013 przez dwie kadencje był przedstawicielem 10. okręgu, a od 3 stycznia 2013 jest przedstawicielem 3. okręgu wyborczego w stanie Kalifornia w Izbie Reprezentantów Stanów Zjednoczonych.